# 대한예수교장로회(대신)
대한예수교장로회(대신) (大韓예수敎長老會(大神)) 혹은 예장대신은 대한예수교장로회 총회 중 하나이다. 1961년에 출범하였으며, 총회 출범 이전부터 대한신학교와 깊은 연관이 있어온 탓에 1972년에 대한신학(大韓神學)의 줄임말인 대신(大神)으로 이름을 정하였다. 선교회에 기원을 두지 않고 독립적으로 만들어진 대한민국의 자생 장로교 교단을 표방한다.

## 역사

### 설립
예장대신은 김치선 목사가 세운 학교인 대한신학교에 그 뿌리가 있다. 김치선 목사는 본인이 소속되었던 예장승동(현 대한예수교장로회(합동))의 불공평한 처사 및 승동총회와의 신학적 견해 차이로 1961년 6월 21일 대한신학교(현재 안양대학교)를 중심으로 서울특별시 용산구 서계동에서 대한예수교성경장로회 혹은 예장성장이라는 이름으로 총회를 조직하였다. 이는 당시 칼 매킨타이어가 이끌던 국제기독교협의회(ICCC)와 성경장로회의 재정적 도움이 필요했기 때문에 성경장로회의 한국 지부 역할을 함께 수행했기 때문이다. 마찬가지의 이유로 국제기독교협의회 한국지부의 마두원 선교사의 조력도 받았다.

### 분열과 "대신"의 출범
그러나 1967년에 김치선 목사의 아들인 김세창 목사가 ICCC계열 페이스신학교에서 커버넌트 신학교로 무단전학 한 뒤 김치선 목사에 의해 대한신학교 교장직을 25세의 나이로 세습받는 사건이 발생한다. 이로써 마두원 선교사를 필두로 한 국내 ICCC측은 대한신학교를 비판하였다. 이후 갈등이 봉합되지 못하고 대한신학교 및 김세창을 지지하는 측인 신학교측과, ICCC측을 지지하는 선교부측으로 교단이 분열되었다. 선교부측은 신앙신학교를 세워나갔으나 마두원 선교사가 교통사고로 사망한 후에 세가 끊어졌다.
그러나 이번에는 교회 구성원 대부분이 대한예수교장로회(합동)으로 유출되는 상황이 만들어졌다. 1969년에 신학교측 성경장로회에서 분열된 총회를 안정화시키기 위해 예장합동 연구위원회를 구성하였다. 이 때 위원으로 있던 김완섭 목사는 1970년 제5회 총회와 1971년 제6대 총회에서 총회장으로 당선되었다. 김완섭 목사는 "보류되었던 교단합동은 재추진"하기로 하였다며 1971년에 예장합동 평양노회에 40여 교회와 함께 가입신청을 하고, 1972년 4월에 26개교회 27명 목사가 가입 승낙을 받게 되었다. 제6회 총회에 참석한 인원이 24명이었기 때문에 40여교회는 교세에 비해 대단히 많은 수가 유출된 것이다. 이후 남은 인원들은 총회의 이름을 성경장로회에서 "대신"으로 바꾸었다.

### 이후
예장대신으로 이름을 바꾼 교단은 체제를 정비하고 총회신학연구원도 설립하였다. 이후 1990년대에는 마두원 선교사의 죽음 이후 방향을 잃었던 성경장로회총회와 합동하고, 대한신학대학원대학교를 설립하였다. 2014년 대한신학대학원대학교를 중심으로 일부 교회들이 분리되어 나가 대한예수교장로회(대신석수) 교단을 형성하고 대한신학대학원대학교를 가져갔다. 2015년 9월 14일 경기도 화성시 라비돌리조트에서 제50회 총회를 개최해 총회장 전광훈 목사 주도로 예장합동에서 갈라져나온 교단인 대한예수교장로회(백석)과의 통합을 결의하였다. 그러자 '대신개혁협의회'를 중심으로 통합에 반대하는 교회들이 "법과 원칙을 무시하고 일방적으로 밀어붙였다"고 반발하면서 총회결의무효확인의 소를 제기하였다.
그 후 2017년 수원지방법원 안양지원이 통합 결의는 무효라고 판결하자 일부에서는 예장대신 교회 3/4 이상의 찬성이 없었기 때문에 통합 결의 무효 판결이 나왔다는 주장이 있지만 사실이 아니다. 재판부는 판결문에서 "총회헌법 5.정치 제12장 제95조에서 정한 총회의 개회 요건이 결여된 상태에서의 통합 결의는 정의 관념에 현저히 반한다"며 그 위법성을 인정하였다. 의결에 필요한 정족수는 이미 미달된 까닭에 구성원들의 사전 동의절차의 흠결까지 판단하지는 않았다. 통합측은 항소를 진행하면서도 교단 명칭을 둘러싸고 백석과 대신 간의 내홍이 빚어졌다. 결국 잠정적으로 대신 명칭을 유지하되 패소가 확정되면 다시 임시총회를 열고 대신은 모든 권한을 내려놓기로 합의하였다. 수호측은 통합측에 대신 명칭을 사용하지 말라고 요청했다.

## 역대 총회장
- 제1대, 제2대 : 김치선, 대한신학교(현재 안양대학교) 설립자, 대한예수교성경장로회(현재 대한예수교장로회(대신)) 창립자.
- 제3대, 제4대 : 황영도
- 제5대, 제6대 : 김완섭
- 제7대, 제8대 : 최순직
- 제9대 : 김상묵
- 제10대, 제11대 : 이의완
- 제12대 : 신현기 문화교회
- 제13대 : 이의완 청파중앙교회 협동목사, 세계선교전도협회 한국 대표, 대한신학교 교장, 예장대신 총회장, 안양대학교 학장 등을 역임
- 제14대 : 김준삼 뉴저지 양지교회 목사. 백석대학교 이사장
- 제15대 : 이장우 가락본동교회
- 제16대, 제17대, 제18대 : 김세창, 김치선 목사의 아들이며, 세계전도선교회(WME) 한국 선교부 총재 역임. 미국 캘리포니아주 크리스천대학교(CSCU) 설립.
- 제19대 : 박기수 선민교회
- 제20대 : 최헌 대광교회
- 제21대, 제22대 : 문영기 효성동교회
- 제23대, 제24대 : 양용주 청파중앙교회
- 제25대, 제26대 : 최복규 한국중앙교회
- 제27대 : 문영기 효성동교회
- 제28대 : 김연신 일심교회
- 제29대 : 구주회 신월중앙교회
- 제30대 : 황만재 화양동교회
- 제31대 : 이경성 동부중앙교회
- 제32대 : 김백수
- 제33대 : 이경운 수원중앙장로교회 목사
- 제34대 : 김재규 성수교회
- 제35대 : 김춘국 충심교회, 2000년 11월 한국장로교총연합회장 당선
- 제36대 : 이무웅 우이제일교회
- 제37대 : 김요셉 선린교회
- 제38대 : 김상록 군산성실교회
- 제39대 : 유덕식 영진교회
- 제40대 : 최복수 동산교회
- 제41대 : 구문회 오산수청교회
- 제42대 : 고창곤 인천영락교회
- 제43대, 제44대 : 김명규 은평교회
- 제45대 : 박재열 동선교회
- 제46대 : 강경원 예일교회
- 제47대 : 황수원 대신교회 한교연 가입 결의
- 제48대 : 최순영 두란노교회
- 제49대 : 전광훈 사랑제일교회 목사 백석-대신 교단 통합
- 제50대(무효) : 유충국 제자교회 목사, 법원 결정으로 제50대 총회 및 교단 통합 무효화되었음.
- 법원 판결로 대신의 정통성 인정
  - 제50대 : 박종근 서울모자이크교회
  - 제51대 : 양치호 인천성광교회
  - 제52대 : 김동성 화성중앙교회
  - 제53대 : 안태준 인천등대교회
  - 제54대 : 황형식 장항성일교회
  - 제55대 : 이상재 함께하는교회 한교총 가입 결의
  - 제56대 : 이정현 소망교회
  - 제57대 : 송홍도 늘찬송교회
  - 제58대 : 임병무 신촌교회

## 교세

### 대신
2015년 백석•대신 교단 통합 당시 통합 반대파인 수호측에 잔류했던 교회들이며, 2022년 현재 52개 노회와 약 1200개 교회, 198명의 선교사가 파송되어 있다. 총회직영 신학기관으로 대신총회신학연구원이 있으며, 인준 교육기관은 안양대학교 대신신학대학원(MOU)다.
- 노회 : 52 개
- 교회 : 약 1200 개
- 파송선교사 : 198 명
- 교단언론 : 한국교회신보

## 같이 보기
- 대신총회신학연구원
- CBS기독교방송
- 대한예수교장로회(통합)
- 대한예수교장로회(합동)
- 대한예수교장로회